# Патрісія Коулмен
Патрісія Коулмен (англ. Patricia Coleman; нар. 13 травня 1953) — колишня австралійська тенісистка.
Найвищим досягненням на турнірах Великого шолома був чвертьфінал в одиночному розряді.

## Фінали турнірів Великого шолома

### Парний розряд (1 поразка)
| Результат | Рік  | Турнір                        | Покриття | Партнерка      | Суперниці                 | Рахунок  |
| --------- | ---- | ----------------------------- | -------- | -------------- | ------------------------- | -------- |
| Поразка   | 1972 | Відкритий чемпіонат Австралії | Трава    | Карен Крантцке | Гелен Гурлей Керрі Гарріс | 0–6, 4–6 |